# Danny Gabbidon
Daniel "Danny" Leon Gabbidon, född 8 augusti 1979 i Cwmbran, Wales, är en walesisk fotbollsspelare. Han är mittback i Cardiff City och i Wales fotbollslandslag.